# Давид Бабунски
Давид Бабунски (на македонска литературна норма: Давид Бабунски) е северномакедонски футболист, полузащитник, който играе за румънския Виторул.

## Кариера

### Барселона
Бабунски се присъединява към Ла Масия през 2006 г. През декември 2011 г. е избран за млад северномакедонски спортист на годината.
Бабунски е повишен до Барселона Б през юни 2013 г. и прави своя професионален дебют на 24 август, като резерва в домакинската победа с 2:1 срещу КД Луго в Сегунда дивисион. Отбелязва първия си гол на 31 май 2014 г. срещу АД Алкоркон.
След десетилетие в редиците на Барселона, Бабунски напуска по взаимно съгласие през януари 2016 г.

### Цървена звезда
Бабунски подписва за 2.5 години с Цървена звезда Белград на 28 януари 2016 г. Той прави дебюта си в Сръбска суперлига на 20 февруари, като заменя Александър Катай в последните 11 минути от домакинската победа с 2:1 над ФК Младост (Лучани) и изиграва още пет мача, след което тимът му печели 27-а титла.

### Йокохама Маринос
На 30 януари 2017 г. Давид Бабунски подписва с японския клуб Йокохама Ф. Маринос, като втората им покупка от Цървена звезда след Уго Виейра. Той дебютира в Джей Лига Дивизия 1 на 25 февруари, отбелязвайки първия гол при домакинската победа с 3:2 над Урава Ред Дайъмъндс.

## Национален отбор
През август 2013 г. е повикан за приятелския мач с България. Бабунски прави дебюта си за страната на 14 август 2013 г., играейки последните 31 минути от домакинската победа с 2:0 в Скопие.

## Личен живот
Баща му – Бобан Бабунски е също футболист и е играл в няколко страни, включително Испания. По-малкият му брат, Дориан, е футболист, който играе като нападaтел.
Бабунски е поддръжник за човешките права на бежанците. Той, брат му и четирима приятели прекарват Коледа 2015 г. в бежански лагер в Гевгелия, северномакедонски град на гръцката граница и част от балканския маршрут за мигрантите, търсещи живот на запад.

## Отличия
Цървена звезда
- Сръбска суперлига: 2015/16